# 飼料添加物
飼料添加物（しりょうてんかぶつ）とは、飼料の品質保持や栄養補助などの目的で添加・混和されている薬剤や栄養素の総称。飼料の安全性の確保及び品質の改善に関する法律に基づき、2004年10月時点で153種類が農林水産省から指定を受けている。食品中への残留に関しては、残留農薬等に関するポジティブリスト制度により基準が定められている。

## 飼料添加物の種類

### 飼料の品質の低下の防止
抗酸化剤
エトキシキン、ジブチルヒドロキシトルエン、ブチルヒドロキシアニソール
防黴剤
プロピオン酸、プロピオン酸カルシウム、プロピオン酸ナトリウム
粘結剤
アルギン酸ナトリウム、カゼインナトリウム、カルボキシメチルセルロースナトリウム、プロピレングリコール、ポリアクリル酸ナトリウム
乳化剤
グリセリン脂肪酸エステル、ショ糖脂肪酸エステル、ソルビタン脂肪酸エステル、ポリオキシエチレンソルビタン脂肪酸エステル、ポリオキシエチレングリセリン脂肪酸エステル
調整剤
ギ酸

### 飼料の栄養成分その他の有効成分の補給
アミノ酸
DL-アラニン、L-トリプトファン、DL-メチオニンなど12種類
ビタミン
L-アスコルビン酸、D-パントテン酸カルシウム、ビタミンA粉末など32種類
ミネラル
塩化カリウム、炭酸水素ナトリウム、硫酸亜鉛など37種類
色素
アスタキサンチン、β-アポ-8'-カロチン酸エチルエステル、カンタキサンチン

### 飼料が含有している栄養成分の有効な利用の促進
合成抗菌剤
アンプロリウム・エトパベート、クエン酸モランテル、デコキネートなど6種類
抗生物質
クロルテトラサイクリン、硫酸コリスチン、リン酸タイロシンなど19種類
着香料
呈味料
サッカリンナトリウム
酵素
アミラーゼ、セルラーゼ、リパーゼなど12種類
生菌剤
エンテロコッカス フェカーリス、バチルス バディウス、ラクトバチルス アシドフィルスなど11種類
その他
グルコン酸ナトリウム、フマル酸